# Martiròs Sarian
Martiròs Sarian (en armeni: Մարտիրոս Սարյան), nascut el 28 de febrer del 1880 a Rostov del Don i mort el 5 de maig del 1972 a Erevan, fou un pintor armeni nascut a Rússia. Sovint se'l considera el pare de la pintura armènia moderna. El seu fill va ser el compositor Ghazaròs Sarian.

## Biografia
Martiròs Sarian nasqué el 1880 a Nor-Nakhichevan (hui districte de Rostov del Don) en una família de la diàspora armènia a Rússia. Va completar l'educació formal el 1895 a l'escola local, i del 1897 al 1903 va estudiar a l'Escola de Pintura, Escultura i Arquitectura de Moscou, on va assistir a classes amb Valentín Serov i Konstantin Korovin. Fortament influït per Paul Gauguin, Martiròs Sarian va tenir l'oportunitat de presentar les seues obres en exposicions i de formar part de grups d'artistes com ara la Rosa Escarlata, després la Rosa Blava.
El 1901, va tenir l'oportunitat de visitar l'Armènia russa i va visitar Lorí i Xirak, així com Vagharxapat, Hakhpat, Sanahín, Erevan i Sevan. Del 1910 al 1913, Sarian viatjà sovint a l'Imperi otomà (1910), Egipte (1911) i Iran (1913). Va tornar a Vagharxapat el 1915 per ajudar els supervivents del genocidi armeni. Després va anar a Tbilisi el 1916, on es va casar amb Lusik Aghayan (filla de Ghazaros Aghayan) i on ajudà a organitzar la Societat d'Artistes Armenis. Les impressions del seu primer viatge a la terra dels seus avantpassats es reflecteixen en el seu cicle panteista Contes i somnis, produït sota la influència del simbolisme. En referència a l'esperit popular, Sarian representa la natura, les persones, la vegetació, els animals, els ocells, com una sola família, un veritable paradís terrenal. Segons el pintor, "la natura engendra l'ésser humà perquè puga veure's a si mateix amb els seus ulls, meravellar-se de la pròpia bellesa", així defineix la seua filosofia de la natura. Aquesta filosofia, aquesta saviesa en el sentit grec de sophia, tindrà una gran influència sobre el seu alumne, el seu fill espiritual: Minas Avetisià, amb qui dialogaria al llarg de la seua vida.
Després de la Revolució d'Octubre del 1917, Sarian torna a Rússia, abans d'establir-se el 1922 a la República Socialista Soviètica d'Armènia, per a la qual dissenya l'escut d'armes i la primera bandera, i on va ser nomenat director de la secció artística del Museu Estatal.
Del 1926 al 1928, Sarian visqué a París. Només deu de les seues obres d'aquesta etapa, de quaranta-set, es conserven hui. El gener del 1928 va presentar les pintures a París en una exposició privada. Aleshores, abans de tornar a Armènia, va confiar 5 de les obres fetes a París a la seua amiga Anna Boudaghyan i li va demanar que les vengués per a comprar materials de pintura d'alta qualitat i enviar-li-les a Armènia. Malauradament, el 15 de març del 1928, el vaixell que tornava amb les pintures restants, el Phrygia, va patir un incendi mentre era al port de Constantinoble. Va cremar 35 quadres de l'artista, que representaven dos anys de treball. Només se n'han conservat les cinc obres donades a Anna Boudaghyan i les poques que ja havia venut o donat a amics de l'estat francés. També va poder salvar les que transportava amb ell amb tren. 
Durant la dècada dels 1930, es va dedicar sobretot a pintar paisatges i retrats. La seua pintura és, però, criticada per les autoritats pel seu caràcter decoratiu i la vivacitat dels colors. Martiròs, tot i que es va contenir, es negà a pintar un retrat de Stalin. L'ascens de Nikita Khrusxov al poder el 1953 va alliberar l'artista. Va ser guardonat amb l'Orde de Lenin tres vegades, i amb altres condecoracions.
Martiròs Sarian va morir a Erevan el 5 de maig del 1972. Està soterrat al costat de Komitàs. Sa casa ha estat transformada en museu.

## Obra

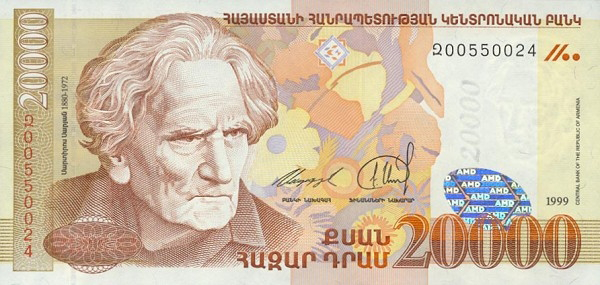
Martiròs Sarian, bitllet 20.000 drams

Martiròs Sarian és considerat el pare de la pintura armènia moderna; quan va descobrir Armènia, va sentir-hi una "passió gairebé carnal", i la va "representar constantment amb teles inundades de llum i vibrants de colors". Fou el primer a adonar-se de la necessitat de desenvolupar el seu estil basat en antigues tradicions nacionals. La seua paleta és "deliberadament alegre, vibrant i acolorida". Ell mateix en va dir:
| «                  | La couleur devrait chanter. Elle devrait exprimer la perception de l'essence de la vie qui réside en chaque être humain. En utilisant la couleur, j'augmente encore plus ce que je vois, afin que la lumière puisse être plus brillante dans mes œuvres. (El color hauria de cantar. Hauria d'expressar la percepció de l'essència de la vida que resideix en cada ésser humà. Fent servir el color, millore encara més el que veig, de manera que la llum pot ser més brillant en les meues obres. | » |
| — Martiròs Sarian. | |   |

El 1909, Martiròs Sarian se centrà en els canvis que afectaven la seua època. Observa la distància entre l'ésser humà i la natura. Opta per pintar motius que la civilització industrial encara no havia tocat i que duen l'empremta d'una vida centenària. Esdevé així transmissor de la memòria de l'espai i el temps. Generalitza la natura fins a l'extrem i en revela l'expressivitat de les formes. Construeix la seua composició en un sol pla distribuint grans taques de color pur. En això s'inspira en l'art de la miniatura i la il·luminació armènia, seguint l'exemple de Toros de Roslin. Els colors de la paleta de Martiròs Sarian irradien llum. La combinació harmoniosa i contrastada de tres o quatre tons principals li permet aconseguir expressivitat, calidesa i sobretot llum. Aquesta llum, combinada amb els colors suaus que irradia, s'han convertit en símbols de la pàtria del pintor. La seua saviesa i habilitat el van preservar de la persecució política que afectà mortalment el seu fill espiritual, Minas Avetisian. És per això que els historiadors de la pintura armènia sempre han preferit la pintura del jove Martiròs Sarian a la seua pintura més acadèmica de la vellesa.
L'escriptor Louis Aragon escrigué el 1960: "Com la llum de Roma que ens arriba a través dels segles francesos pel pinzell de Nicolas Poussin, després de Jean-Baptiste Camille Corot, la llum d'Armènia ens arriba mercés a Martiròs Sarian. Llum a la fi deslliurada de les llàgrimes que entelaven la veu dels poetes de Nairi, llum per fi feliç sobre els fruits, les persones, les muntanyes, és un tresor redescobert, com si les aigües del diluvi s'haguessen enretirat, la plana d'Erevan només fos el color pur del futur. De manera que els segles, al costat del nostre Cézanne i del nostre Matisse, situaran Sarian en primer lloc, per sobre dels pintors cèlebres, perquè és un pintor de la felicitat".
Va escriure: “La terra és com un ésser viu: té ànima. Sense uns vincles estrets amb la pàtria, és impossible trobar-se a un mateix, descobrir la pròpia ànima. Estic convençut que no hi pot existir un pintor sense estar lligat a la seua terra. El cor de la terra batega en el cor de l'ésser humà. Tot comença en aquest cor".
El 1980, se li va dedicar una exposició al Centre Pompidou.

## Llista d'algunes obres

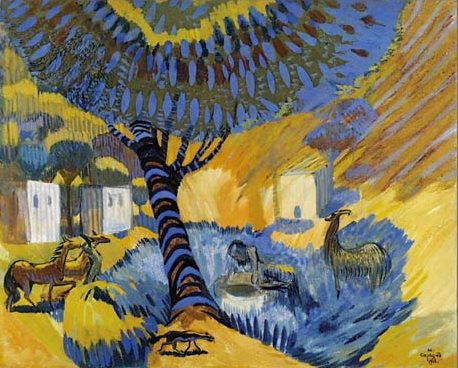
Prop del pou, dia calorós, 1908

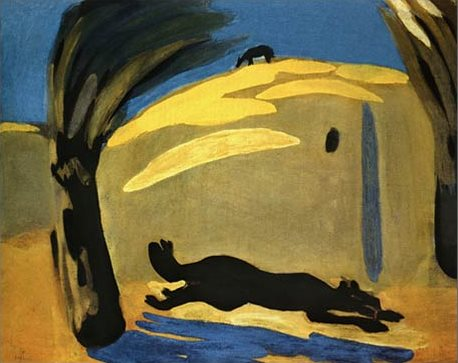
Calor, gos corredor, 1909

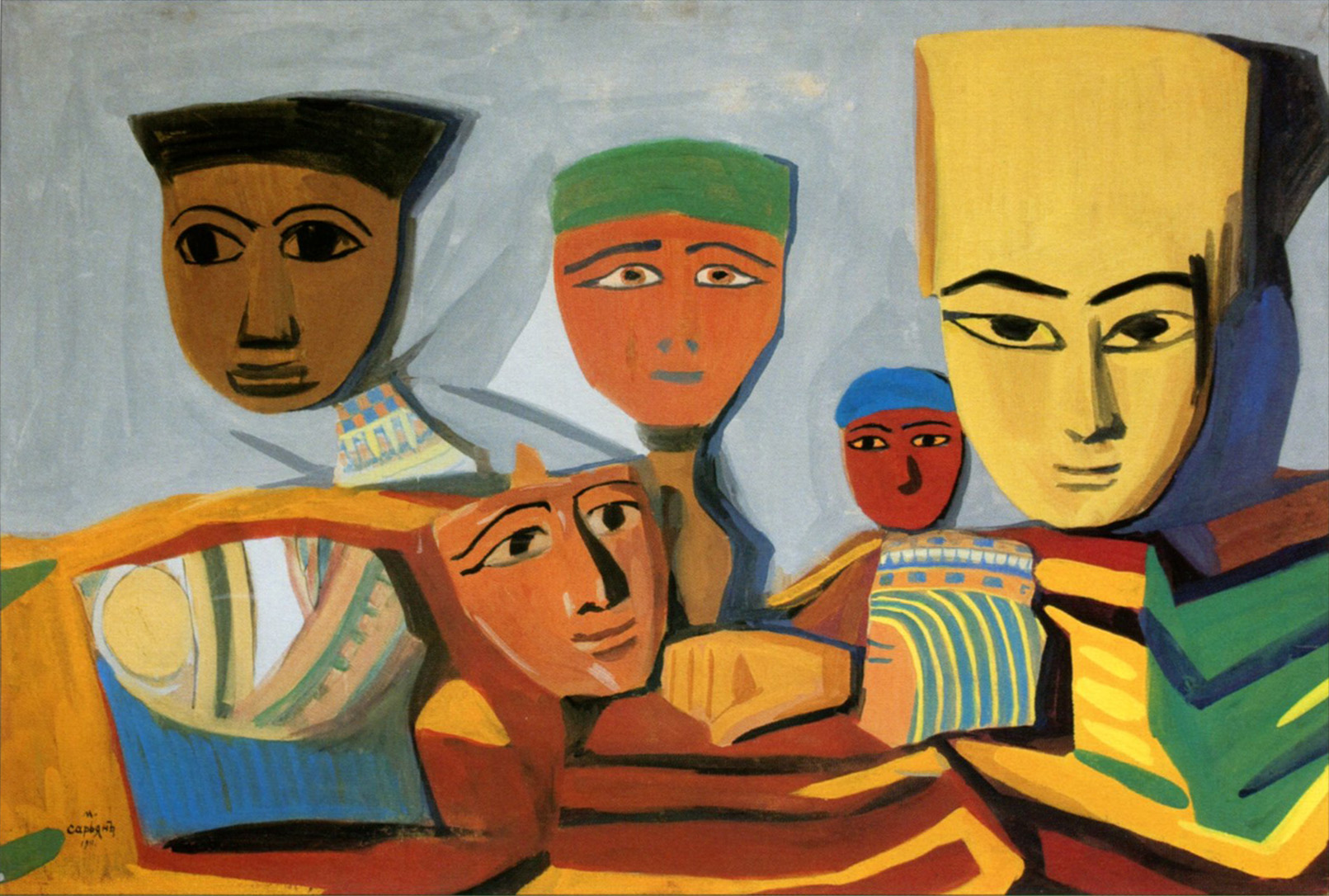
Màscares egípcies, 1911

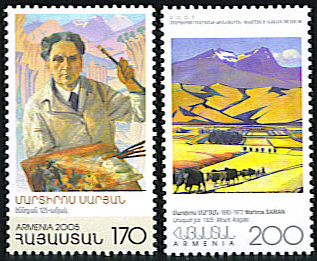
Autoretrat i Muntanya Aragats (1925), segells postals armenis

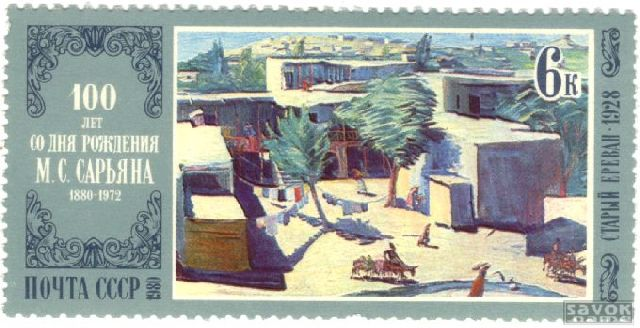
Erevan Vell, 1928 (segell postal soviètic)

- Retrat de l'artiste per ell mateix, 1902. Aquarel·la, 22 × 20 cm. Museu Martiròs Sarian, Erevan
- Al peu de l'Ararat, Conte, 1904, 24 x 33, Museu Sarian, Erevan
- El rei amb sa filla, Conte, 1904, 25 x 34, Museu Sarian, Erevan
- Amor, Conte, 1904, 24 x 17, Museu Sarian, Erevan
- El conte (A prop de l'aigua), 1904. Aquarel·la, 22 × 33 cm. Museu Martiròs Sarien, Erevan
- El conte, 1904. Aquarel·la, 23,5 × 33 cm. Museu Martiròs Sarian, Erevan
- L'encís del sol, 1905, 19x32, Museu de les Arts, Stavropol
- L'Amor (Conte), 1906. Aquarel·la, 24 × 17 cm. Museu Martiròs Sarian, Erevan
- El poeta al peu de l'Aragats, 1906, 46 x 66, Col·leccií privada, Canadà
- A prop del pou, dia de calda, 1908, 51 x 63, Museu Sarian, Erevan
- Flors, 1908. Guaix, 39 × 25 cm. Museu Martiròs Sarian, Erevan
- Calor, gos corrent, 1909, 56 x 68, Museu Sarian, Erevan
- Carrer d'una ciutat d'orient, 1909
- Carrer. Sud. Constantinobla, 1910, 66x39, Galeria Tretiakov, Moscou
- Màscares egípcies, 1911, 70 x 82, Galeria Nacional d'Armènia, Erevan
- Datilera, 1911, 106 x 71, Galeria Tretiakov, Moscou
- Paisatge nocturn, 1911, 47 x 68, Col·lecció particular del Museu Sarian, Erevan
- Flors de Kalaki, 1914, 88 x 79, Galeria Nacional d'Armènia, Erevan
- Paisage. Kalaki (Akulis), 1914. Llapis sobre paper, 18 × 20 cm. Museu Martiròs Sarian, Erevan
- Retrat de H. Mantachev, 1915, 88 x 88, Galeria Nacional d'Armènia, Erevan
- Lucik Agayan, 1915. Aquarel·la. 25 × 21 cm. Museu Martiròs Sarian, Erevan
- Interior oriental. Esbós, 1918. Aquarel·la, guaix sobre paper, 39 × 58 cm. Museu Martiròs Sarian, Erevan
- Retrat del poeta Yéghiché Tcharents, 1923, 44 x 59, Museu Nacional de Literatura i Art, Erevan (obra molt famosa)
- Armènia, 1923, 138x103, Galeria Nacional d'Armènia, Erevan
- Les muntanyes de Geghama, 1926, 70 x 70, Museu Sarian, Erevan
- Jove anant per aigua. Esbós de pintura, 1927. Llapis sobre paper, 21 × 26 cm, 21 × 26 cm. Museu Martiròs Sarian, Erevan
- Retrat d'Anna Boudaghyan, 1927, Oli sobre tela, 55 x 46 cm, Museu Martiròs Sarian, Erevan
- Tigran Boudaghian, 1927, París, Pinzell sobre paper, 17 x 12, Museu Martiròs Sarian, Erevan
- Avetik Issahakian. Recull de poemes. Coberta, 1929. Aquarel·la i tinta xinesa sobre paper, 26 × 19 cm. Museu Martiròs Sarian, Erevan
- Hovhannés Toumanian. Contes. Coberta, 1930. tinta xinesa, aquarel·la, 25 × 18 cm. Museu Martiròs Sarian, Erevan
- La marxa, 1932. Llapis de color sobre paper, 26 × 42 cm. Museu Martiròs Sarian, Erevan
- Contes armenis. Recull. Portada, 1933. Tinta xinesa, 20,5 × 31,5 cm. Museu Martiròs Sarian, Erevan
- L'Ararat, 1933. Aquarel·la, 19,5 × 28 cm. Museu Martiròs Sarian, Erevan
- Firdawsí. Rustam i Suhrab. Il·lustració, 1934. Tinta xinesa, 22 × 14 cm. Museu Martiròs Sarian, Erevan
- Conte popular armeni "L'anell encantat". il·lustració, 1937. Llapis, aquarel·la, 41 × 27,5 cm. Museu Martiròs Sarian, Erevan
- Paisatge florit, 1937. Aquarel·la, guaix, 40 × 29 cm. Museu Martiròs Sarian, Erevan
- Davant l'espill (Lucik), 1939. Carbó sobre paper, 26 × 17 cm. Museu Martiròs Sarian, Erevan
- Retrat del crític d'art Abraham M. Efros, 1944, oli sobre tela, 64 × 48 cm. Museu del Teatre Bakhruchine
- Kolkhoze Karinge a les muntanyes turcmanes, 1952. Oli sobre tela, 100 × 109 cm. Galerie d'Art d'Arménie
- Lori, 1953. Llapis sobre paper, 20 × 29,5 cm. Museu Martiròs Sarian, Erevan
- Flors d'Erevan, 1957. Oli sobre tela, 96 × 103 cm. Galeria Tretiakov, Moscou
- A les muntanyes, 1962. Llapis de color sobre paper, 21 × 29 cm. Museu Martiròs Sarian, Erevan
- Autoretrat, 1968. Llapis sobre paper, 27 × 20 cm. Museu Martiròs Sarian, Erevan
- Paisatge. Armènia, 1972. Punta de feltre sobre paper, 21 × 30 cm. Museu Martiròs Sarian, Erevan